# 熊本市交通局5000形電車
熊本市交通局5000形電車（くまもとしこうつうきょく5000がたでんしゃ）は、熊本市交通局（熊本市電）に在籍する路面電車車両である。
元は西日本鉄道（西鉄）福岡市内線の1000形。福岡市内線の縮小により余剰化した車両のうち2両編成4本計8両を熊本市交通局が譲り受け、ラッシュ時の輸送改善を目的に1976年（昭和51年）から1979年（昭和54年）にかけて熊本市電に投入した。
2009年（平成21年）までに全編成が運用を離脱し3編成が廃車され、休車状態で残っていた1編成が再整備の上2017年（平成29年）より運転を再開したが、2025年（令和7年）2月22日に引退した。

## 導入の経緯
熊本市の市内電車である熊本市電は、最盛期には総延長25キロメートルの路線網を有したが、1963年度（昭和38年度）をピークに乗客が減少に転じ、経営の悪化から路線も1965年（昭和40年）から1972年（昭和47年）にかけて廃止が相次いだ。残された12.1キロメートルの路線と2つの系統も廃止される予定であったが、オイルショックなど社会環境の変化で路面電車の価値が見直され、市電全廃計画は撤回されるに至った。
1978年・79年の市電廃止全面撤回に先立ち、1976年（昭和51年）2月に2年以上の廃止延期を熊本市交通局が表明した際、存続を図るための改善策として、運行や運賃の見直しに加えて連接車の導入が発表された。当時、熊本市電は定員70 - 74人の半鋼製ボギー車37両で運転されていたが、朝ラッシュ時には利用客が乗りきれず健軍町から八丁馬場にかけての区間で毎朝300人ほどの積み残しが生じ、利用客の不評を買っていた。こうした積み残し対策として、交通局は西日本鉄道（西鉄）より、福岡市営地下鉄建設に伴い路線が縮小された西鉄福岡市内線用の連接車を購入することとなった。
かつて西鉄では、福岡市内線ならびに西鉄北九州線（北九州市）という2つの軌道線のために大量の連接車を保有していた。標準軌線区向け連接車は計99編成に及び、北九州線では「1000形」として、福岡市内線では「1000形・1100形・1200形・1300形」として運用されていた。これらの連接車群のうち、福岡市内線に配属されていた35編成70両は1975年（昭和50年）11月の第1次路線廃止時に全車廃車となる。廃車後、一部の車両は筑豊電気鉄道（2000形）・広島電鉄（3000形）に譲渡され、そして熊本市電にも4編成8両が移籍した。
熊本市電に移籍したのはいずれも福岡市内線1000形で、1010AB・1011AB・1014AB・1015ABの8両。全車1957年（昭和32年）4月川崎車輌製である。うち1011AB・1014AB・1015ABの3編成は1957年秋から1960年（昭和35年）春まで福岡市内線を離れて北九州線で運用されていたという経歴を持つ。熊本では昭和50年代の導入ということで「5000形」という形式名が付けられ、西鉄時代の番号の下2桁をそのまま引き継いだ車両番号に変更された。1012AB・1013ABを購入していないことから欠番が生じている。
最初の導入は5010AB・5011ABの2編成4両で、西鉄多々良工場にて整備の上で1976年10月20日に熊本へ搬入、同年11月6日から営業運転に投入した。続く5014AB・5015ABは2年後の1978年（昭和53年）にスクラップ扱いで購入し、今度は交通局工場にて整備の上同年12月26日より5014ABを、翌1979年（昭和54年）4月6日より5015ABをそれぞれ営業運転に投入した。

## 構造

### 車体

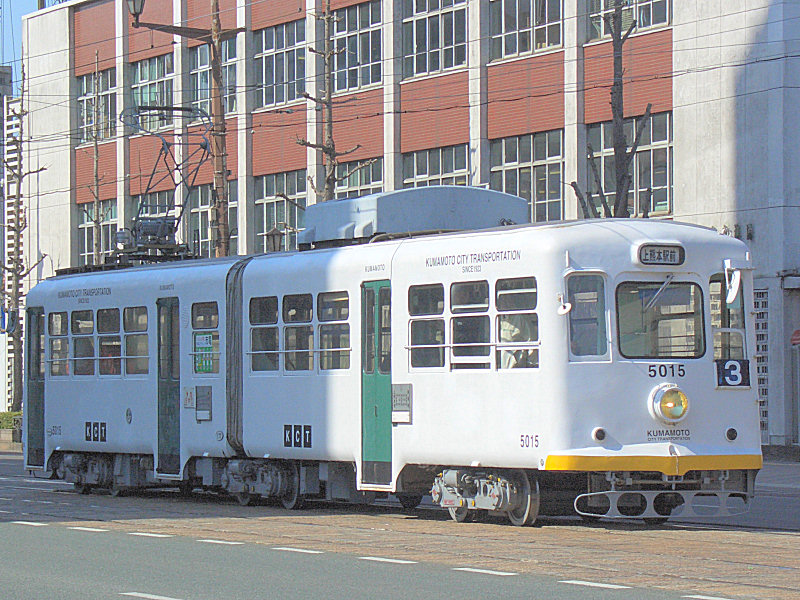
5015AB（2007年）

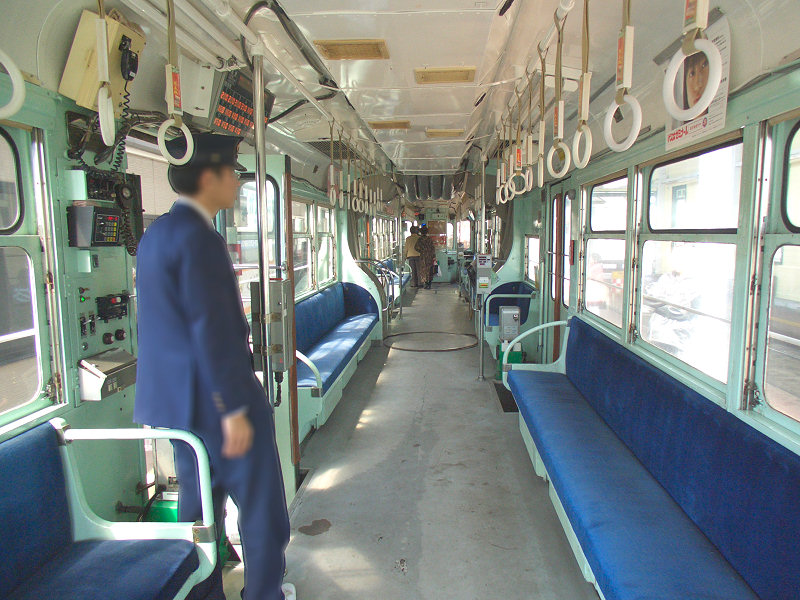
車内（5011AB・2007年）

熊本市電入線に際しての改造はほとんど行われていない。
旧西鉄1000形グループには初期のものに半鋼製車が混ざるが、熊本市電に移籍した福岡市内線1000形後期車はすべて全金属製車体を載せており、鋼製ドア・アルミサッシの仕様で製造された。編成の最大寸法は長さ18.4メートル、幅2.4メートル、高さ3.94メートルであり、西鉄時代から変化はない。自重は22.4トン（冷暖房設置後の数値）。2両編成のうち集電装置を備える車両を「A車」、反対側を「B車」と称する。
車体側面のドアは計6か所の点対称配置で、進行方向左手では1両目の前方・後方と2両目中央に、進行方向右手では1両目中央と2両目前方・後方になる。西鉄時代にツーマン化工事を受けており、熊本市電でも車掌乗務の上、前扉を降車口、中央扉を乗車口、後扉を乗降口として運行される。車内設備は熊本入線時に整理券発行器・運賃表示器・両替機・車内放送テープなどが追加された。また1998年（平成10年）3月からのプリペイドカード「TO熊カード」導入に伴って乗降口にカードリーダーも設置されている。
車体塗装はたびたび変更されている。まず熊本入線時の初代塗装は、山吹色を基調に窓回りを青色で塗りさらに窓下に赤帯を巻くという派手なものであった。次いで1984年（昭和59年）までに4編成ともアイボリーを基調に窓回りと帯の色を緑色とした塗装となった。さらに1990年代には、5010AB・5011ABがアイボリーを基調に窓下に赤色とオレンジ色の帯を巻き側面3か所にオレンジ色の斜帯を描いた塗装となり、5014AB・5015ABも上半分を緑色、下半分をアイボリーとして境界に赤色の線を入れた1992年度（平成4年度）の特別塗装となった。次いで1999年（平成11年）9月には5015ABが白を基調に扉を緑色に塗った塗装に変更、2001年（平成13年）1月に5011ABも同様の塗装となった。そして2002年（平成14年）10月、5014ABが西鉄時代の塗装である上部ベージュ・下部マルーンのツートンカラーに復元された。

### 主要機器

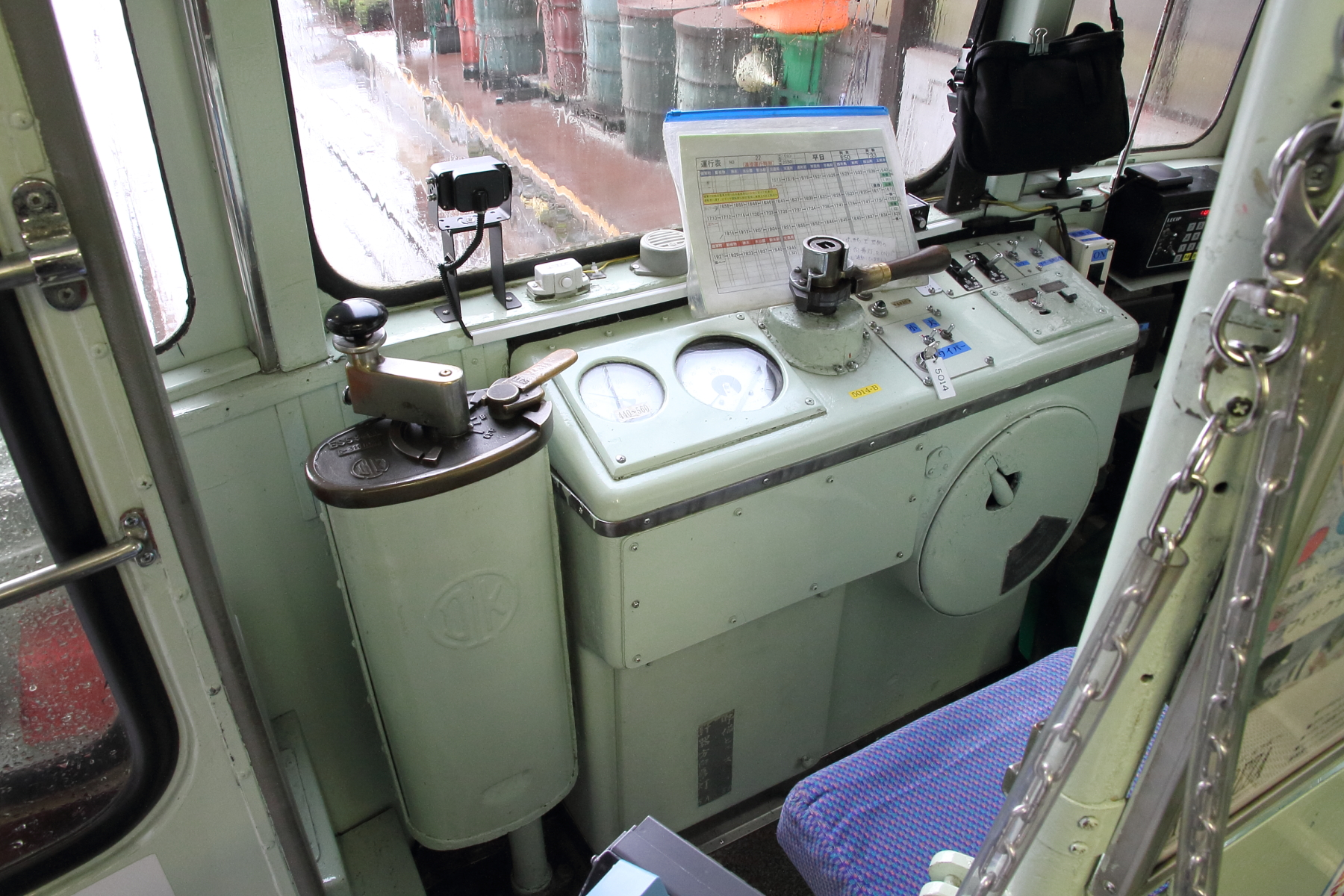
運転台（5014AB・2018年）

旧西鉄1000形グループは製造時期やメーカーによって台車や駆動方式が異なっていたが、熊本市電に移籍した福岡市内線1000形のみ軸梁式軸箱支持装置を持つ川崎車輌OK形台車と中空軸平行カルダン駆動方式の組み合わせである。台車形式は両端の電動台車がOK-10C、連接部の付随台車がOK-10D。主電動機は出力38.0キロワットの東洋電機製造製TDK-828-Aを編成につき4台搭載する。主制御器は電動カム軸式自動加速制御器を利用。ブレーキは非常弁付直通ブレーキ (SME) を備える。
集電装置は本来菱形パンタグラフであるが、熊本市電での利用に際し予備品がないため、5014A・5015Aの菱形パンタグラフが予備に回され、これらの車両には交通局にあったZ形パンタグラフが取り付けられた。その後故障のため1988年（昭和63年）に5010Aが、1993年（平成5年）には5011AもZ形パンタグラフに取り換えられている。
熊本市電の冷房化進展に伴い1980年（昭和55年）に4編成とも冷房装置が設置された。装置は架線電源（直流）駆動の富士電機製FAD2225-2形集中式冷房装置（冷房能力2万5000キロカロリー毎時）で、ボギー車と同じものを備える。同時期に暖房装置も設置された。

## 運用と廃車の進展

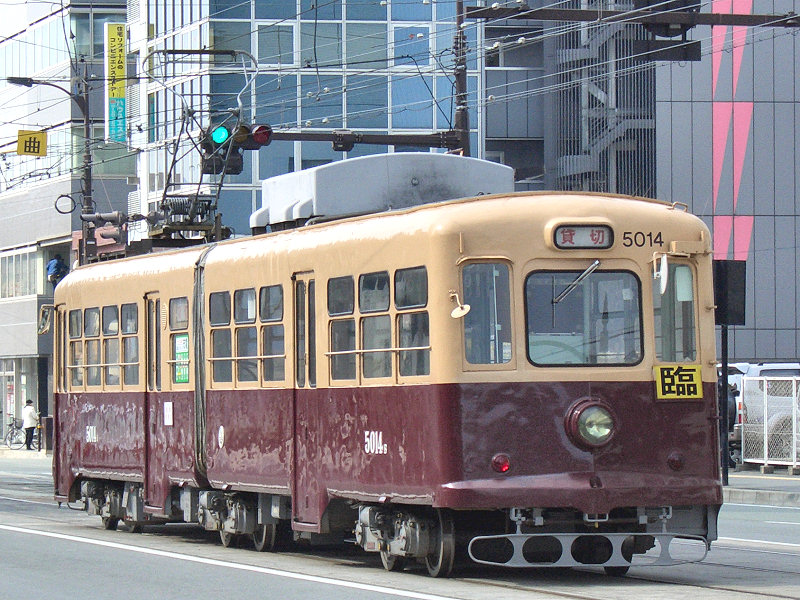
5014AB（2007年）

1976年から1979年にかけて計4編成が運用に就いた本形式は、基本的にラッシュ時や「火の国まつり」開催時などイベント時に利用され、1985年（昭和60年）時点では平日朝のラッシュ時間帯3往復と夕方のラッシュ時間帯に1往復いずれも2系統（現A系統）で運転、1989年（平成元年）時点では平日朝のラッシュ時間帯のみ2系統で3往復運転されていた。
最初の廃車は5010ABであり、超低床電車9700形2次車の竣工と同日、1999年（平成11年）3月31日付で廃車となった。残る3編成は引き続き平日朝ラッシュ時を中心に運転が続けられた。
2009年（平成21年）4月、9700形に続く超低床電車として0800形が営業を開始した。この代替として、新車導入に先立つ同年1月5日付で5011ABが廃車された。さらに同年10月13日付で5015ABも廃車され、本形式は西鉄塗装が復元された5014ABの1編成を残すのみとなった。その5014ABも4月のダイヤ改正以降定期運用がなくなり、実質休車状態となった。廃車された編成のうち、5015ABについては交通局がインターネットオークションへ出品し、その結果鹿児島県のリサイクル業者によって2011年（平成23年）12月に128万8千円で落札。車両は児童図書館や資料館として利用する目的で、薩摩川内市の同社社有地へと搬送された。施設（ダチョウドリームエコランド）では図書室として利用されたが、2016年に施設は閉鎖された。

## 5014ABの再整備

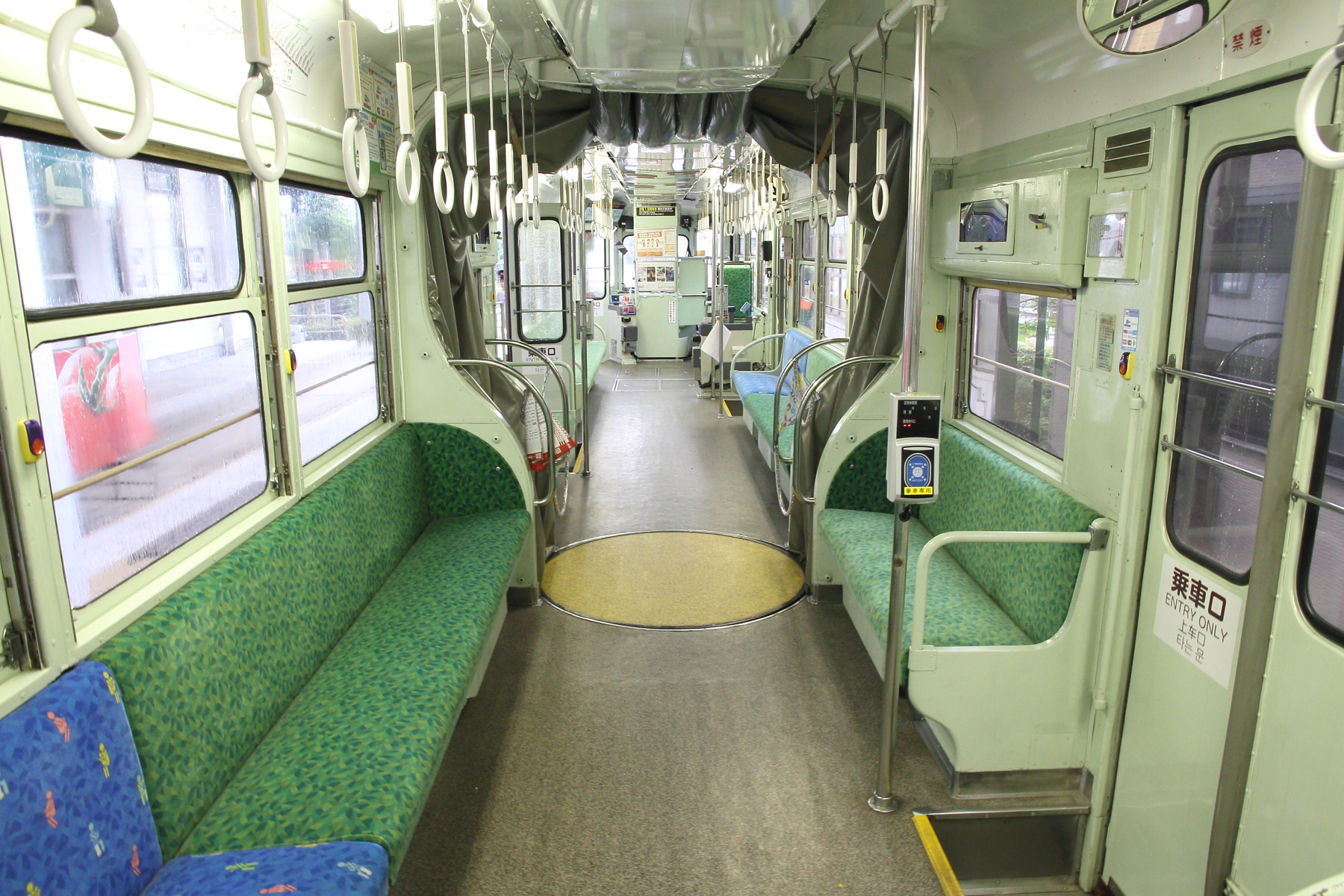
更新後の5014ABの車内（2018年）

2016年（平成28年）、熊本市交通局は2009年より故障で運用離脱中の5014ABを輸送力向上のため運用に復帰させると発表した。老朽化のため電気配線やギアの不具合が生じ休車となっていたが、交通局とメーカーの協議の結果、特注で修理部品の調達が可能となったことによるもの。交通局では西鉄へ車両の修理を依頼。8月、車両は西鉄筑紫車両基地（福岡県筑紫野市）へ搬入された。
同基地では外板修理や電気配線点検、座席の張替えなどの作業が進められた。車体についての変更点は、前面両脇窓の固定化、バックミラー用ワイパーの設置などで、塗装は西鉄時代のツートンカラーで変更されていない。内装では座席モケットを緑色のもの（優先席は明るい青）に変更。車内設備も音声合成機器やICカードリーダー、ドライブレコーダー、降車ボタンなどが追加された。電装品については主電動機・制御装置の更新、DC/DCコンバータ装置ならびに主抵抗器の新造を実施している。
5014ABの整備工事は翌2017年（平成29年）3月10日に竣工。そして同年3月27日より営業運転に復帰した。復帰に要した費用は9138万円以上。運行再開当初は朝ラッシュ時に限り運行。次いで5月8日より夕方ラッシュ時の運行も開始された。夕方運行開始時時点での運行形態は、平日朝ラッシュ時にB系統上熊本駅前（当時） - 健軍町間を1往復、平日夕ラッシュ時にB系統上熊本駅前 - 健軍町間およびA系統田崎橋 - 健軍町間を各1往復するというものである。定期列車以外では多客時の臨時便や貸切列車として運行されることがある。
しかし、必要な部品が入手できないことから、2025年2月22日に運行を終了することになり、2月20日から最終運行日の22日までの3日間は特別運行として昼間にもA系統で運行された。

## 車歴表
| 西鉄時代の 車両番号 | 製造      | 製造所   | 熊本市電での 車両番号 | 熊本市電での 運転開始 | 冷房改造 | 廃車           | 備考                                        |
| ------------------- | --------- | -------- | --------------------- | --------------------- | -------- | -------------- | ------------------------------------------- |
| 1010AB              | 1957年4月 | 川崎車輌 | 5010AB                | 1976年11月6日         | 1980年   | 1999年3月31日  |                                             |
| 1011AB              | 同上      | 同上     | 5011AB                | 同上                  | 同上     | 2009年1月5日   |                                             |
| 1014AB              | 同上      | 同上     | 5014AB                | 1978年12月26日        | 同上     | 現役           | 2017年3月10日車両更新 2025年2月22日運行終了 |
| 1015AB              | 同上      | 同上     | 5015AB                | 1979年4月6日          | 同上     | 2009年10月13日 |                                             |